# 야미 가우탐
야미 가우탐(힌디어: यामी गौतम, 영어: Yami Gautam, 1988년 11월 28일 ~ )은 인도의 배우이다.